# Август з Прима-Порта
Август з Прима-Порта — статуя римського імператора Октавіана Августа, знайдена 1863 року на «Віллі Лівія» (лат. Ad Gallinas Albas) — маєтку дружини імператора Лівії Друзілли біля Рима в районі Прима-Порта. Статуя є копією бронзового оригіналу, виготовленого за замовленням римського сенату 20 році до н. е.
Тут Август зображений у стані дівуса, який згідно з культом, завершувався вознесінням імператора на небо — апофеозом. Вознесіння проходило на квадризі чи супроводженням бога часу у вигляді дитини з крилами — що відповідно відобразилося у скульптурі. Октавіан Август був ще за життя обожнений як «син богоподібного» (Divi filius), тобто син обожненого Юлія Цезаря, та після його смерті вшановували як «Божественний Август» (Divus Augustus).
З іншого боку, зображення Августа, відомі з вирізок та картин, не зовсім відображають його вигляд, тому ця статуя є важливим свідченням його вигляду. Теж дуже імовірно, що статуя була розмальована, що було прийнято в ті часи.
Наразі статуя перебуває у Музеї К'ярамонті.